# Нове Жмієво
Нове Жмієво (пол. Nowe Żmijewo) — село в Польщі, у гміні Красне Пшасниського повіту Мазовецького воєводства.
Населення — 158 осіб (2011).
У 1975-1998 роках село належало до Цехановського воєводства.

## Демографія
Демографічна структура станом на 31 березня 2011 року:
|          | Загалом | Допрацездатний вік | Працездатний вік | Постпрацездатний вік |
| -------- | ------- | ------------------ | ---------------- | -------------------- |
| Чоловіки | 79      | 17                 | 55               | 7                    |
| Жінки    | 79      | 14                 | 45               | 20                   |
| Разом    | 158     | 31                 | 100              | 27                   |